# Усманов, Ислам
Ислам Усманов (1922—1944) — младший сержант Рабоче-крестьянской Красной Армии, участник Великой Отечественной войны, Герой Советского Союза (1944).

## Биография
Ислам Усманов родился в 1922 году в кишлаке Катартал Сырдарьинской области Туркестанской АССР (ныне территория жилого массива Чиланзар города Ташкента, Узбекистан). После окончания четырёх классов школы работал в колхозе. В 1942 году Усманов был призван на службу в Рабоче-крестьянскую Красную Армию. С марта того же года — на фронтах Великой Отечественной войны.
К ноябрю 1943 года младший сержант Ислам Усманов командовал отделением 1118-го стрелкового полка 333-й стрелковой дивизии 6-й армии 3-го Украинского фронта. Отличился во время битвы за Днепр. В ночь с 25 на 26 ноября 1943 года отделение Усманова переправилось через Днепр в районе села Каневское Запорожского района Запорожской области Украинской ССР и приняло активное участие в боях за захват и удержание плацдарма на его западном берегу. В тех боях Усманов лично уничтожил вражеский пулемётный расчёт, 8 немецких солдат и захватил в плен унтер-офицера. Во время боёв непосредственно за само Каневское он забросал гранатами вражескую огневую точку и поднял своих товарищей в атаку. За последующую ночь под его руководством отделение отразило пять немецких контратак, сам Усманов уничтожил 15 солдат и офицеров противника. 13 января 1944 года он погиб в бою. Похоронен в Запорожье.
Указом Президиума Верховного Совета СССР от 22 февраля 1944 года за «образцовое выполнение боевых заданий командования на фронте борьбы с немецкими захватчиками и проявленные при этом мужество и героизм» младший сержант Ислам Усманов посмертно был удостоен высокого звания Героя Советского Союза. Также посмертно был награждён орденом Ленина.